# Myzomorphus poultoni
Myzomorphus poultoni är en skalbaggsart som beskrevs av Auguste Lameere 1912. Myzomorphus poultoni ingår i släktet Myzomorphus och familjen långhorningar. Inga underarter finns listade i Catalogue of Life.